# Nozomi*
nozomi*は、日本の作詞家、作曲家、シンガーソングライター。青森県青森市出身。

## 人物・来歴
幼少の頃よりヤマハ音楽教室にてエレクトーン、ミュージカル、ヴォーカル、ジャズピアノを学ぶ。
高校時代、地元の青森朝日放送にて「エレクトーンがすごい女子高生！」として紹介される。
洗足学園音楽大学へ進学。作曲、ヴォーカルを専攻。
卒業後は同大学の助手を経て水瀬いのり「Starry Wish」で作詞・作曲家デビュー。
シンガーとしてはCMやゲーム楽曲の歌唱、アイドルや声優楽曲のコーラス、デモシンガーを多数務める。
2020年10月1日、公募により2664曲の中から選ばれた楽曲、『欲張りランチタイム』(作詞・作曲・ヴォーカルを担当)が日本テレビ系列「ヒルナンデス!」テーマ曲として起用。
現在、事務所には所属せずフリーランスで活動。
ペンネームの一つ「のぞまぬ」は乃木坂46などに楽曲提供している作曲家のAkira Sunset氏が命名。
趣味は観劇。
2024年4月より、母校である洗足学園音楽大学 にて非常勤講師を務める。

## 主な作品

### アーティスト
秋元康プロデュースグループ
- SKE48
  - 「遠くの恋人よりも」(作曲)

- 僕が見たかった青空
  - 「キッシュ・ラブ」(作曲)

アップアップガールズ（2）
- 「Go For Girls！」（作詞）[1]

AMUSE VOICE ACTORS CHANNEL
- 「Fine!Fine!」（作詞・作曲）[2]
- 「Lucky Me」（作詞・作曲）

ANFiNY
- 「僕らの夢」(作詞・作曲)[3]
- 「LOVE GAME」(作詞・作曲・編曲)

ヴァンゆん
- 「ラ・ラ・ランデヴー！」（コーラス）

Girls2
- south2 「ありがとう 〜ひとことあなたに〜」（コーラス）

Cool-X
- 「ふたり」(作詞)[4]

Clef Leaf
- 「カウントダウン」（作曲）

酒寄楓太
- 「Rainy day」（作詞）

シクフォニ
- 「Kiss in the dark」（作詞・作曲）

ZIPANG OPERA
- 「Last Quarter」(作詞・作曲)
- 「Alter Ego」佐藤流司(作詞)[5]

ジャニーズ事務所関連
- Sexy Zone
  - 「LET'S MUSIC」(作詞)　ドラマ「でっけぇ風呂場で待ってます」主題歌
  - 「君のせい」(作詞)　アニメ「花野井くんと恋の病」OPテーマ[6][7]

- HiHi Jets・美 少年
  - 「Over Again」(作詞)[8]

すずしょうと
- 「シャバダバ」（作詞）

STATION IDOL LATCH!
- NØ Crew「この夜ごと」（作詞）

転校少女*
- 「NEVERENDING STORY」（作詞）
- 「WOW WOW TRAIN」（作詞）

浪江女子発組合
- 「ミライイロの花」（作詞）[9]

春色サンシャイン feat. ARCANA PROJECT
- 「春色ストーム」（作詞・コーラス）[10]
- 「ヒトナツ・コンプレックス」（作詞・コーラス）[11]

PINK CRES.
- 「Sweet Girl's Night」（作詞）

フォーエイト48
- 「Winter Wonder Snow」（作詞）

天華百剣
- 「水着」（コーラス）
- 「円卓はルーレットじゃないから」（コーラス）

にじさんじ関連
- レイン・パターソン
  - 「エゴイスティック・ドリーム」

Flower Notes
- 「ライラック」（作曲）
- 「スイートピー」（作曲）

水瀬いのり
- 「Starry Wish」（作詞・作曲）アニメ「ViVid Strike!」EDテーマ[12][13][14]

MeseMoa.
- 「Over You」（作詞）

山崎育三郎
- 「TOKYO」（作詞）
- 「smile」（作詞・作曲）

リリシック学園
- 「ビビディ・バビディ・ケセランラン♪」（作詞・コーラス）
- 「オトメノネガイ」（作詞・コーラス）
- 「キャラメルラプソディ」（作詞・コーラス）
- 「Twilight Line」（作詞・コーラス）
- 「ハナムケ⭐︎マイロード」（作詞・コーラス）
- 「微炭酸フレーバー」（作詞・コーラス）
- 「永遠アイドル」（作詞・コーラス）
- 「絶対無敵ヒロイン」（作詞・コーラス）

ラフ×ラフ
- 「サバ☆サマ」（作詞・作曲・コーラス　作曲は山本耕平と共作）

### アニメ
- 『神無き世界のカミサマ活動』
  - ミタマ（CV. 鬼頭明里）「TOGETHER!!」（作詞・作曲）
  - アルラル（CV. 花澤香菜）「救世御霊教歌」（作詞・コーラス）
- 『ひみつのアイプリ』
  - 星川みつき（CV. 平塚紗依）「ぴかぴかマイストーリー」（作詞・作曲）

### CM
- ヤマハ・PAS「エネルギーは青春のためにある 篇」(作詞)[15]
- バンダイ「キラキラ☆プリキュアアラモード/いただきますペコリン」(音楽制作＆歌唱)
- FIFAモバイル「サッカーを愛する人 編」(コーラス)
- 大阪テーマパーククルーズin中之島2021（歌唱）

### ドラマ
- 「おじさんはカワイイものがお好き。」『PAPAPA☆パグ太郎』(歌唱) [16]

### TV
- 日本テレビ「ヒルナンデス!」テーマ曲『欲張りランチタイム』(作詞・作曲・ヴォーカル)
- 日本テレビ「ポシュレ」(一部BGM作曲)
- テレビ朝日「高田純次のじゅん散歩」(一部BGM作曲)
- テレビ朝日「秘密のグリーンルーム」(一部BGM作曲)
- テレビ朝日「グッド!モーニング」(一部BGM作曲)
- テレビ朝日「羽鳥慎一モーニングショー」(一部BGM作曲)
- テレビ朝日「おかずのクッキング」(一部BGM作曲)
- TBS「S☆1」(一部BGM作曲)
- 静岡放送「Soleいいね!」(テーマ曲作曲＆歌唱、BGM作曲)
- 秋田朝日放送「スーパーJチャンネル”トレタテ!”」(一部BGM作曲)

### イベント・舞台
- 大阪テーマパーククルーズin中之島2021（歌唱）
- ミュージカル「浜村渚の計算ノート」（コーラス）

## メディア出演
- テレビ朝日「musicるTV」
- テレビ朝日「サンデーLIVE!!」エレクトーン奏者としてレギュラー出演[16][17][18][19]
- 日本テレビ「ヒルナンデス!」テーマ曲を担当
- ヤマハミュージックメディア「月刊エレクトーン」